# ТЕС Читтагонг (Acorn)
22°17′49″ пн. ш. 91°48′19″ сх. д. / 22.29694° пн. ш. 91.80528° сх. д.
ТЕС Читтагонг (Acorn) — теплова електростанція південному сході Бангладеш, створена компанією Acorn Infrastructure Service.
В 21 столітті на тлі стрімко зростаючого попиту у Бангладеш почався розвиток генеруючих потужностей на основі двигунів внутрішнього згоряння, які могли бути швидко змонтовані. Зокрема, в 2012, 2018 та 2020 роках поблизу Читтагонга (на протилежному від нього березі річки Карнафулі) стали до ладу три черги електростанції компанії Acorn Infrastructure Service. Кожна черга має 8 генераторних установок Caterpillar 16CM43 потужністю 13,2 або 13,5 МВт (номінальна потужність черги рахується як 100 МВт).
Як паливо станція використовує нафтопродукти, які можуть доправлятись водним транспортом по Карнафулі. Комплекс ТЕС включає власний причал та сховище з резервуарами на 23,8 тисяч тон пального.
Видача продукції відбувається по ЛЕП, розрахованій на роботу під напругою 132 кВ.
Можливо відзначити, що в цей період на лівобережжі Карнафулі з'явились й інші подібні станції, створені компаніями Energypac, Anlima Energy, United Anwara та Baraka.